# Barbus gananensis
Barbus gananensis är en fiskart som beskrevs av Vinciguerra, 1895. Barbus gananensis ingår i släktet Barbus och familjen karpfiskar. IUCN kategoriserar arten globalt som otillräckligt studerad. Inga underarter finns listade.